# 장구
장구 또는 장고(杖鼓/長鼓) 혹은 세요고(細腰鼓)는 한국 전통 음악에서 널리 사용되는 타악기이다.

## 개요
통 두 개를 연결한 긴 통의 양쪽에 가죽을 맨 둥근 테를 대고 줄로 서로 얽어 죄어 친다. 향악·당악계연례악·줄풍류·대풍류·민속무용곡·농악·무악·가곡·잡가·민요의 반주 등 매우 널리 쓰이는 악기이다. 장구는 고려 예종 때 중국에서 들어왔으나 그보다 먼저 문종 때의 기록에 장구가 보이고 고구려 벽화에도 보인다. 장구는 두 개의 오동나무 통을 가느다란 조롱목으로 연결시켰는데 전체 길이는 2자 2치쯤 되며 통의 지름은 9치 반쯤 된다. 지름이 한자 반이 되는 쇠로 된 테(圓鐵)에 가죽을 매고 통 양편에 하나씩 대고, 테에 군데군데 걸겅쇠(鈞鐵)를 걸고 한푼 굵기 줄로 된 숫바로 얽어 맨다. 얽은 줄에 부전(縮綬)을 끼워 죈다. 그리고 오른손에는 가늘고 유연한 대나무로 된 '열채'를 들고 치고 왼손은 맨손으로 손바닥을 펴서 치거나 가는 대에 밤알만한 나무공이를 단 '궁굴채'로 치기도 한다. 정악에서는 손바닥으로 치고 농악과 무악에서는 '궁굴채'로 친다. 통에 죄어진가죽면을 '굴레'라 하고 굴레 밖의 테와 공간의 가죽면을 '변죽'이라 한다. 오른편 굴레는 채편이라 하고 왼편 굴레는 북편이라 한다. 북편은 쇠가죽을 써서 무거운 소리가 나게 하고 채편은 말가죽 때로는 개가죽을 써서 경쾌한 소리가 나게 한다. 양손을 치면 '떵'이라 하고 북편을 치면 '쿵(鼓)', 채편을 치면 '떡(鞭)', 채편에 앞꾸밈음을 써서 치면 '기덕', 채를 트레몰로같이 굴리면 '더러러(搖)'라고 한다. 굿거리 구음(口音)은 '떵 ○ 기덕·쿵 ○ 더러러·떵 ○ 기덕·쿵 떡 쿵'이라 한다. 정악에서는 땅에 놓고 앉아서 치고 농악이나 선소리(立唱)에서는 끈을 달아서 어깨에 메고 친다.

## 구조
오동나무 통나무를 양쪽 속을 파내고 가운데를 잘룩하게 깎아서 양쪽에 가죽을 대고 줄을 사용하여 조여서 모양을 만드는데, 가운데가 잘룩하게 들어가서 세요고라고 부르기도 하고, 여기에 노루가죽이나 개가죽을 사용하여 장구(獐狗)라고 불리기도 한다고 한다. 요즘에는 노루가죽은 거의 쓰지 않고, 일반적으로 소가죽, 양가죽, 개가죽을 사용한다.
통은 중심에서 왼쪽을 오른쪽보다 약간 가늘고 길게 파는데, 요즘은 좌우 구분이 없는 경우도 많다. 그러나 가죽은 왼쪽은 두꺼운 것을 써서 낮고 부드러운 소리가 나고, 오른쪽은 얇은 것을 써서 높고 날카로운 소리가 난다.
낮은 소리가 나는 쪽을 궁편, 높은 소리가 나는 쪽을 채편(혹은 열편)이라고 한다. 궁편은 왼손으로 궁채(궁그리채) 또는 손바닥으로 치며, 채편은 오른손으로 열채를 사용하여 친다.
장구는 오른손에 대쪽으로 만든 가는 채를 가지고 그 채편을 치며, 왼손으로는 손바닥으로 북편을 치는데, 양편을 동시에 치는 것은 쌍(雙)이라 하고, 채로 채편만 치는 것을 편(鞭), 왼손으로 북편만 치는 것을 고(鼓), 그리고 채로 잠시 치고 굴리는 소리를 내는 것은 요(搖)라고 한다.

### 궁채
궁편(또는 "북편"이라고도 한다)을 치는 도구는 "궁채"라고 한다 "궁그리채"라고도 불린다. 약 30cm의 대나무 뿌리 한쪽 끝에 박달나무를 배가 불룩하게 나온 원통모양으로 둥글게 깎은 궁알을 달고, 다른 한편은 손잡이를 붙여 만든다. 간편하게 대량생산을 위해 대나무 뿌리 대신 대나무 재질의 막대기를 사용하기도 한다. 궁알 위쪽 또는 손잡이 끝부분에 색실로 술을 달아 장식하기도 한다.

### 열채
열채는 대나무를 깎아서 만든다. 길이는 30~40cm로 두께는 0.2~0.3cm로 손잡이는 넓게, 그리고 채편을 때리는 부분은 가늘게 깎아낸다. 일반적으로 대나무 마디가 끝나는 부분을 이용하여 끝부분을 약간 뭉툭하게 만든다.

## 연주

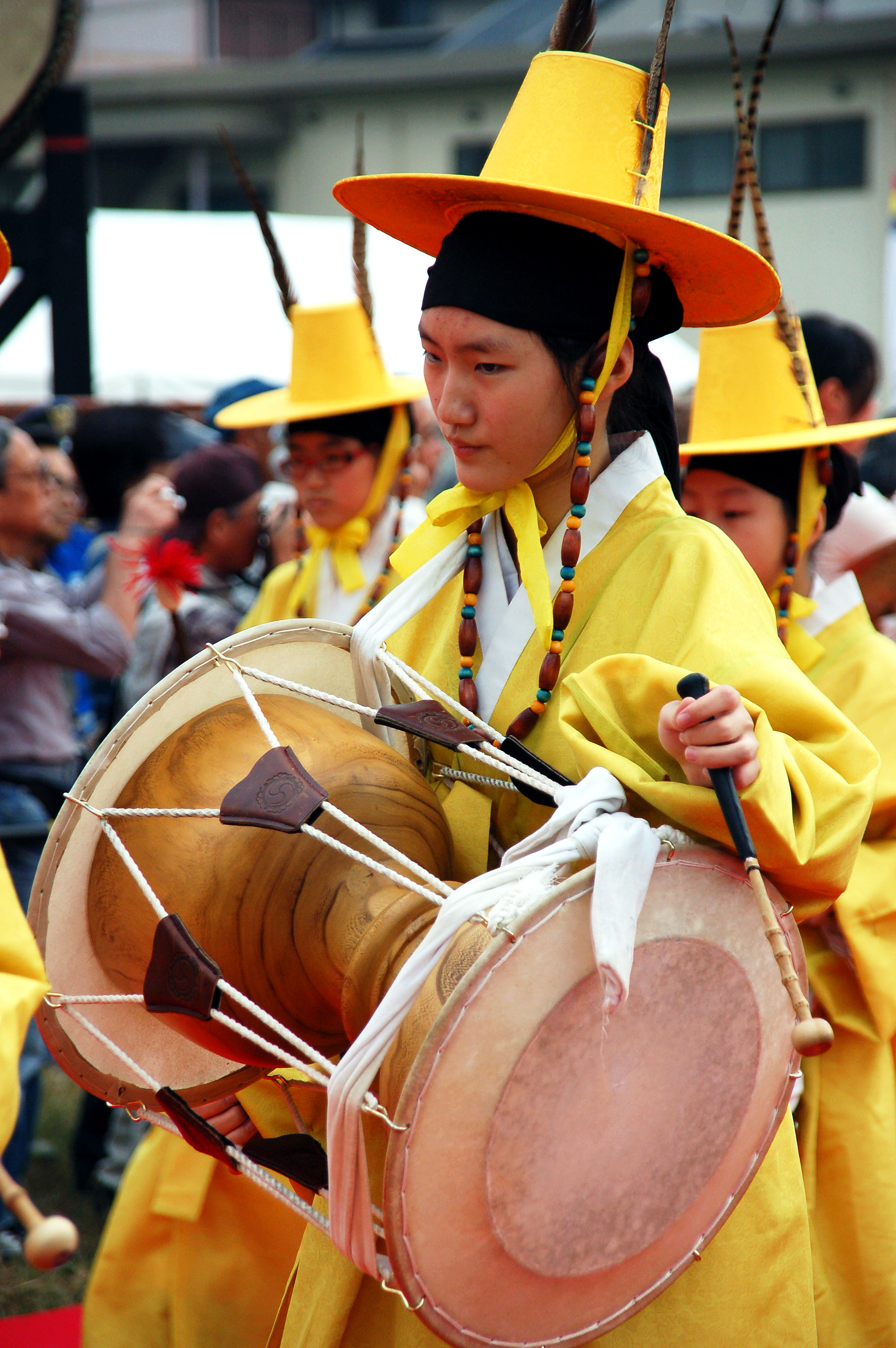
장구를 연주하는 사람

궁편은 소리의 강약 외에는 음색을 조절하기 힘들지만, 채편은 치는 방법에 따라 음색을 몇가지로 조절하여 연주를 한다. 이런 소리의 조합으로 타악기 중에서 가장 다양한 음색을 내는 까닭에 한국음악에서 타악 반주에 가장 많이 쓰인다. 연주를 할 때에는 오른손잡이는 장구를 살짝 왼쪽으로 하고, 왼쪽 발로 장구줄을 누른다. 왼손은 반대이다.

## 같이 보기
- 한국 전통 악기